# هدر سیمنز
هدر سیمنز (انگلیسی: Heather Hemmens؛ زادهٔ ۱۰ ژوئیهٔ ۱۹۸۸) یک هنرپیشه، تهیه‌کننده و کارگردان اهل ایالات متحده آمریکا است. وی از سال ۲۰۰۳ میلادی تاکنون مشغول فعالیت بوده‌است.
از فیلم‌ها یا مجموعه‌های تلویزیونی که وی در آن‌ها نقش داشته است می‌توان به خاطرات خون‌آشام، سی‌اس‌آی: میامی ، ۳ تفنگدار ، روزول ، نیومکزیکو و آناتومی گری اشاره نمود.